# Nuno de Mendonça
Nuno de Mendonça (Lisboa, c. 1560 — Lisboa, 12 de Maio de 1633??), 1.º conde de Vale de Reis, foi um aristocrata e político português, apoiante da dinastia filipina, que foi membro do Conselho de Regência do Reino de Portugal, uma junta governativa estabelecida pelo monarca quando não havia vice-rei nomeado e, depois, como vice-rei de Portugal, governando em nome de Filipe IV de Espanha.
Teve as comendas de Santa Maria de Vila-Cova, e de Santo André de Ossela no Bispado de Miranda, e de São Miguel de Armamar no Bispado de Lamego, todas na Ordem de Cristo

## Biografia

### Capitão de Macau
Em 1598 Nuno de Mendonça foi designado capitão de Macau, e como tal fazia uma viagem anual ao Japão (Nagasaki) para vender a fazenda. Isso aconteceu em 16 de Julho de 1598, em que a viagem fez-se  em dois juncos, chegando ao Japão a 5 de Agosto. O mais pequeno junco voltou em Outubro, certamente com o capitão, porque em 1599 «O junco de Nuno de Mendonça que partiu de Nagasaki em 26 de Fevereiro afundou com toda a sua tripulação».

### Capitão de Tânger
Nuno de Mendonça sucedeu a António Pereira Lopes de Berredo como capitão de Tânger e tomou posse do governo em 22 de setembro de 1605. Fernando de Meneses, 2.º Conde da Ericeira, na sua História de Tânger, afirma que antes de chegar a Tânger tinha adquirido «ciencias politicas, e militares, (...) na lição dos livros, e exercicio da guerra de Flandres, em que assistio alguns annos». Deu logo «mostras de valeroso e prudente», vencendo «oito centos de cavalo» mouros que o atacaram, «fazendo o General juntar a gente na rechá da Abobada,(...) favorecido com a mosquetaria dos valos, e artilharia da Cidade».
Depois de outro ataque em que os mouros saíram de novo vencidos, «juntarão mayor poder, e com a gente de Mulei Zidão, filho delrey de Féz o vierão buscar, e posto que era tão desigual o partido, esperou o General os Mouros na tranqueira nova com a melhor ordem que foy possivel : travouse entre huns, e outros grande peleja (...), e depois de largo espaço que durou a peleja se retirarão os Mouros sem nos fazerem mais damno, que deixarem hum Cavalleiro com dezoito lançadas, e outro com huma pelourada, de que ambos livrarão. E tornando depois de alguns dias a pelejar os Mouros com os nossos varias vezes, sempre se retirarão com perda».
Durante o seu governo, Mulei Xeque Almamune, filho de Amade Almançor, tentou entregar Larache ao rei D. Filipe, «tratando o General este negocio, a que seu antecessor tinha dado principio, e parecendo-lhe que estava este negocio ajustado, avisou ElRey, que mandou o Marquez de San German (Juan de Mendoza y Velasco, 1.° marqués de La Hinojosa) com as galés, e alguns terços de Infanteria a esta Cidade para tomar posse da Praça; mas ainda que não faltou Mulei Xeque com as ordens necessárias, e por temor dos seus se passou a Hespanha, aonde esteve algum tempo, com tudo o Governador de Larache a não quiz entregar até que depois teve effeito» (em 20 de Novembro de 1610, durante o governo de Afonso de Noronha).
Governou a cidade até Março de 1610, em que partiu para Portugal, deixando o governo da praça a Afonso de Noronha.

## Dados genealógicos
Era filho de João de Mendonça, vice-rei da Índia, e de Joana de Aragão, filha de Nuno Rodrigues Barreto, alcaide-mor de Faro, e de sua mulher Leonor de Aragão.
Casou no Porto com D. Guiomar de Noronha filha de Luís da Silva, senhor de Lamarosa, e de sua mulher Isabel Pereira de Miranda de Berredo, filha de Francisco Pereira de Miranda, capitão de Chaul. 
Teve, segundo a Pedature Lusitana :
- Frei João de Mendonça,  frade de Santo Agostinho da Correa e que ficou louco;
- Lourenço de Mendonça, casado com Maria de Ataíde, pais de Nuno de Mendonça, 2.º conde de Vale de Reis;
- Luís de Mendonça, que passou à Índia
- António de Mendonça, comissário geral da Bula da Cruzada, presidente da Mesa da Consciência, arcebispo eleito de Braga e do Conselho de Estado do rei D. Afonso IV, arcebispo de Lisboa que morreu no ano de 1675.

Teve ainda os seguintes filhos bastardos:
- Frei Francisco de Mendonça, frade graciano;
- Joana s. estado.